# Steven S. DeKnight
Steven S. DeKnight (Millville, 8 d'abril de 1964) és un guionista, productor i director de televisió estatunidenc. És conegut sobretot per ser el creador, escriptor principal i productor executiu de la sèrie d'Starz Spartacus, incloent Spartacus: Blood and Sand, Spartacus: Gods of the Arena, Spartacus: Vengeance i Spartacus: War of the Damned, així com per desenvolupar Jupiter's Legacy per a Netflix.

## Carrera
DeKnight va treballar anteriorment a Smallville, Buffy the Vampire Slayer i Angel. També va escriure "Swell", una història de la sèrie de còmic Buffy the Vampire Slayer Season Eight, i va exercir com a productor consultor a la sèrie de televisió Dollhouse de Joss Whedon.
El 2010 va crear Spartacus: Blood and Sand de la que va ser guionista i productor executiu. La sèrie va acabar el 2013 després de tres temporades i una preqüela.
Al maig de 2014, es va informar que DeKnight assumia les tasques de programació per a la primera temporada de la sèrie de televisió exclusiva de Netflix Daredevil de Drew Goddard, després de la marxa de Goddard a causa de conflictes de programació amb la direcció de Sinister Six. Més tard va ser substituït per Doug Petrie i Marco Ramírez per servir com a co-showrunners per a la segona temporada de la sèrie.
El 2015, DeKnight es va unir a la sala d'escriptors de la franquícia cinematogràfica de Transformers, on Paramount Pictures va contractar diversos guionistes destacats per concretar el futur de la sèrie de pel·lícules. Va dirigir la seqüela de ciència-ficció Pacific Rim: Uprising. El director de la pel·lícula original, Guillermo del Toro, va romandre a la pel·lícula en el paper de productor.
El 17 de juliol de 2018, es va anunciar que DeKnight seria acreditat com a showrunner i productor executiu al costat de Lorenzo di Bonaventura i Dan McDermott a la sèrie de superherois de Netflix, Jupiter's Legacy. El 16 de setembre de 2019, es va confirmar que DeKnight abandonava la sèrie com a showrunner per diferències creatives enmig de la producció de la primera temporada.
El 15 d'abril de 2019, DeKnight es va unir a una sèrie d'altres escriptors per acomiadar els seus agents com a part de la posició de la WGA (Associació de Guionistes d'Amèrica) contra l'ATA (Associació d'Agents de Talents) i la pràctica deslleial d'embalatge.
Està produint una sèrie sobre la Reina Zingha per Starz. El 2023 es va saber que seria el showrunner d'una nova seqüela de Spartacus.

## Filmografia

### Pel·lícules
| Any  | Títol                 | Director | Escriptor |
| ---- | --------------------- | -------- | --------- |
| 2018 | Pacific Rim: Uprising | Sí       | Sí        |

### Televisió
| Any       | Títol                    | Director | Escriptor | Producer  | Creator | Showrunner | Notes                                                                                          |
| --------- | ------------------------ | -------- | --------- | --------- | ------- | ---------- | ---------------------------------------------------------------------------------------------- |
| 2000–2002 | Buffy the Vampire Slayer | No       | Sí        | No        | No      | No         | Escriptor (5 episodis); Editor d'història (temporada 6)                                        |
| 2002–2004 | Angel                    | Sí       | Sí        | Sí        | No      | No         | Director (3 episodis); Escriptor (12 episodis); Productor i productor supervisor (temporada 5) |
| 2004–2007 | Smallville               | Sí       | Sí        | No        | No      | No         | Director (2 episodis); Escriptor (15 episodis)                                                 |
| 2009      | Dollhouse                | Sí       | Sí        | Consultor | No      | No         | Episodi "The Target"                                                                           |
| 2010–2013 | Spartacus                | No       | Sí        | Executiu  | Sí      | No         | Escriptor (10 episodes)                                                                        |
| 2015      | Daredevil                | Sí       | Sí        | Sí        | No      | Sí         | Director (1 episodi); Escriptor (3 episodis)                                                   |
| 2021      | Jupiter's Legacy         | Sí       | Sí        | Executiu  | Sí      | Sí         | Director (2 episodis); Escriptor (2 episodis)                                                  |